# Morro da Formiga (Rio de Janeiro)
Morro da Formiga é uma favela brasileira, situada na Muda, um sub-bairro da Grande Tijuca , Zona Norte do Rio de Janeiro. É muito conhecida por ser o local onde nasceu a escola de samba Império da Tijuca. A comunidade possui tres vias de acesso: as ruas Jocelina Fernandes (pela rua 18 de Outubro,  Medeiros Pássaro e da Cascata, ambas começando na Rua Conde de Bonfim, altura do número 800.
Em 1º de julho de 2010, a comunidade passou a ser atendida pela 9° UPP Unidade de Polícia Pacificadora.